# Monastère de la Très Sainte Famille
 (mai 2014).
Si vous disposez d'ouvrages ou d'articles de référence ou si vous connaissez des sites web de qualité traitant du thème abordé ici, merci de compléter l'article en donnant les références utiles à sa vérifiabilité et en les liant à la section « Notes et références ».
Le monastère de la Très Sainte Famille est un groupe sédévacantiste et feeneyiste situé à Fillmore dont le responsable actuel est Michael Dimond.  
Le groupe se définit lui-même comme une communauté bénédictine, n'ayant pourtant aucun lien avec la confédération bénédictine. Il rejette le concile Vatican II et nie l'autorité des papes à la suite de ce concile, les qualifiant d'antipapes et identifiant le pape Jean-Paul II à l'Antéchrist. Cette communauté rejette aussi la condamnation de Pie XII au sujet de la position du jésuite Leonard Feeney sur le baptême. 
Le groupe développe sur son site en ligne des théories du complot autour de la franc-maçonnerie, du communisme, du Nouvel ordre mondial dirigé par les Juifs et les Illuminatis, et on y trouve également des négations de la Shoah et des propos homophobes. 
Après que le « monastère » a publié une brochure intitulée 101 hérésies de l'antipape Jean-Paul II, l'organisation américaine Ligue catholique le qualifie d' « organisation dissidente qui remet en question l'autorité du pape » en janvier 1999. Il est désigné comme « un groupe de haine » classé parmi les « groupes actifs traditionalistes catholiques radicaux, ou intégristes » par le Southern Poverty Law Center. 

## Histoire
Le monastère de la Très Sainte Famille est fondé en 1967 à Berlin (New Jersey), aux États-Unis, par Joseph Natale (1933-1995), à l'origine en tant que communauté d'hommes handicapés. Natale est entré en 1960 en tant que postulant laïc dans l'archi-abbaye bénédictine de Latrobe, en Pennsylvanie, qu'il quitte moins d'un an plus tard pour fonder le monastère de la Très Sainte Famille : il se réclame ainsi de l'ordre bénédictin. Cependant, d'après un archiviste de l'abbaye Saint-Vincent de Latrobe, Natale est parti avant même de prononcer ses vœux. 